# Aristóteles Spiro

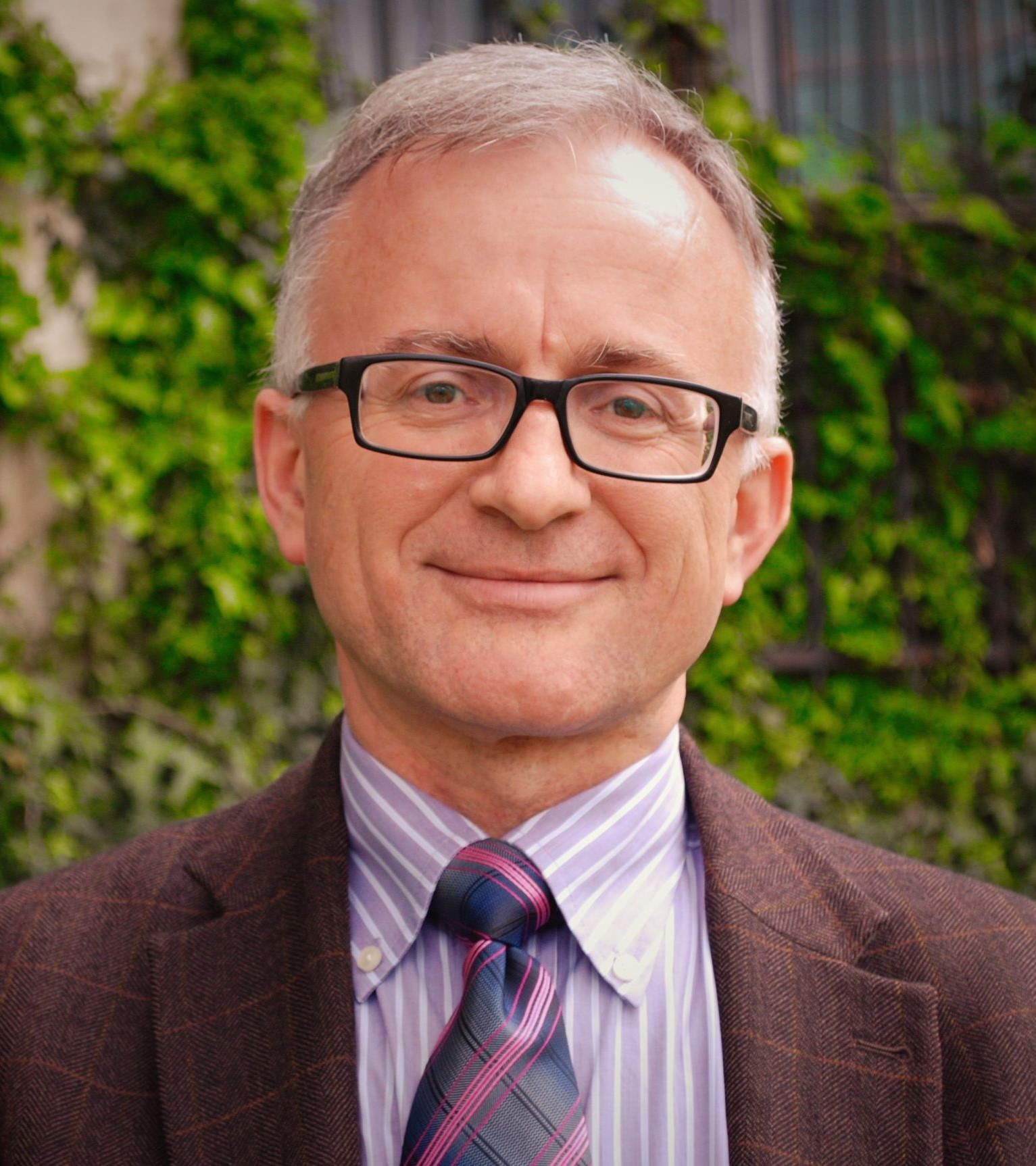
Profesor

Aristóteles Spiro (Finiq de los Saranda, Albania, 1963) es un lingüista, docente, poeta y traductor.
Aristóteles Spiro se graduó en 1986 en el Instituto Superior Pedagógico "Aleksandër Xhuvani" en Elbasan, en el departamento de lengua y literatura albanesas. En el período 1986-1992 trabajó como docente en la misma facultad. Al mismo tiempo continuó sus estudios de posgrado en la Universidad de Tirana (1987-1989).
En los años 1992-2008 vivió principalmente en Atenas. Tras obtener una beca de la Fundación "Alexandros S. Onassis ", estudió y preparó su tesis doctoral " El idioma griego de la región de Delvinos y Saranda ", que defendió con éxito en el Departamento de Lingüística de la Universidad de Filosofía y Letras. la Facultad de Filosofía de Atenas (2000).
Ha traducido literatura griega al albanés.
En el período 2008-2016 trabajó como profesor de lengua griega en la Universidad de Tirana, Albania.
Aristóteles Spiro es el fundador de la Asociación Filológica Helénica-Albanesa (1997), y el editor y editor en jefe de la revista internacional de estudios literarios albanés-griegos Albanohellenica.

## Títulos de obras
- "En la fiesta erótica" - poesía (albanés), Atenas: Alcaeus, 2001
- "Albanés y griego moderno: problemas de los hablantes de albanés para aprender el idioma griego" - Atenas: Universidad de Atenas, 2003
- "El idioma griego de la región de Delvinos y  Saranda" - Atenas: Universidad de Atenas - Fundación Saripolio, 2008
- " Дневник от каменната епоха " (" Diario de la Edad de Piedra ") traducido al búlgaro por Tonka Georgieva - poesía, Atenas: Alcaeus, 2008
- "Shqip" Sprova gjuhësore dhe artikuj (Albanés: ensayos y artículos de idiomas), Atenas: Alcaeus, 2010.
- (ed. ) " Decodificaciones y recodificaciones: aspectos de la descripción lingüística y la comunicación intercultural ", Serie Filológica Albanohellenica. Atenas: Unión Filológica Albanés-Griega, 2012
- " Rutas albanéses-griegas " Estudios y artículos sobre lengua, cultura y traducción, Tirana: Onufri, 2016.
- "The Quest for Goodness" (poesía en inglés, traducción: Arben Latifi), Cyberwit.net, 2019.

## Traducciones literarias
- Kucohera, Leta. Visore rrjedhëse, poesía (título original: Λέτα Κουτσοχέρα Τοπία ρέοντα). Elbasan: Onufri, 1994.
- Algunas canciones para la clase (ayuda para estudiantes de habla albanesa). Atenas: Universidad de Atenas, 1998.
- Fotiadhu - Balafuti, Jota. Me hënë të plotë ti u ngjize (título original: Γιώτα Φωτιάδου-Μπαλαφούτη Πανσέληνος η σύλληψη σου). Atenas: Alcaeus, 2002.
- Kavafis, Kostandin, Vepra poetike (título original: Κωνσταντίνου Π. Καβάφη Άπαντα τα Ποιητικά), Tirana: Pegi, 2010 (Traducción, prólogo, notas críticas y epílogo: Aristóteles Spiro)
- Euripidi, Elektra (título original: Ευριπίδη Ηλέκτρα), Tirana: Onufri, 2014 (Traducción-prólogo: Aristóteles Spiro). ISBN 978-9928-164-98-8 .
- Platoni, Apologjia e Sokratit (título original: Πλάτων, Ἀπολογία Σωκράτους), Tirana: Onufri, 2023. ISBN 978-9928-354-26-6.